# Baetiscidae
Baetiscidae es una familia de insectos en el orden Ephemeroptera. Esta familia posee al menos 2 géneros y 12 especies descriptas.

## Géneros
Estos dos géneros pertenecen a la familia Baetiscidae:
- Baetisca Walsh, 1862 i c g b
- †Balticobaetisca Staniczek & Bechly, 2002 g

Fuentes de información: i = ITIS, c = Catalogue of Life, g = GBIF, b = Bugguide.net